# アンティル・ギルダー
アンティル・ギルダー（オランダ語: Antilliaanse gulden）は、かつてカリブ海のオランダ領アンティルで使用されていた通貨。2010年の同自治領解体後も元構成体のBES諸島、キュラソー、シント・マールテンで流通していた。通貨価値は1.79ギルダー=1米ドルに固定されていた。
1848年にオランダ・ギルダーに代わって導入された。1986年にアルバはオランダ領アンティルから離脱し、新たにアルバ・フロリンを導入した。2010年にオランダ領アンティルは解体され、キュラソーとシント・マールテンはそれぞれ単独の自治領となり、BES諸島（ボネール島、シント・ユースタティウス島、サバ島）はオランダ本国の特別自治体となった。オランダ領アンティル解体に伴い、アンティル・ギルダーは新規発行されなくなった。
BES諸島は2011年に米ドルに切り替えた。残るキュラソーとシント・マールテンは新たな通貨としてカリブ・ギルダーの発行が計画されるも合意形成は難航し、引き続きアンティル・ギルダーが流通した。2018年にはアンティル・ギルダーの準備金が残り2年分となり、近い将来に通貨の供給停止が予測されたため、両島は2019年にカリブ・ギルダーの導入で合意し、何度か延期を重ねた後の2025年3月31日に流通が開始された。アンティル・ギルダーは3か月間の移行期間を経て、2025年7月1日に廃止された。廃止後も最大30年間は銀行でカリブ・ギルダーに両替できるようになっている。